# Plešivica
 Ovo je glavno značenje pojma Plešivica. Za druga značenja pogledajte Plešivica (razdvojba).
Plešivica je naziv za jugoistočni greben Samoborskog gorja i proteže se približno u smjeru istok-zapad u dužini od 7 km s najvećom širinom od 1,5 km. Greben počinje kod sela Vranov Dol i proteže se do izdvojenoga vrha Okić poviše sela Klake. Hrbat je podijeljen u dva dijela prijevojem Poljanice (581 m).
Najviši vrh planine je Čerga i nalazi se na 780 mnv. Na vrhu se nalazi geodetska točka, vidikovac te poletna staza za parajedriličare, a uz vrh prolazi i Jaskanski planinarski put. Središnji greben Plješivice, od prijevoja Poljanice do sela Poljanica Okićka, sastoji se od niza vrhova s visinama u rasponu od 730 do 760 m. 
Padine planine prekrivene su gustom bjelogoričnom šumom s manjim područjima pod crnogoričnom šumom. Crnogorična šuma nije prirodna, već je posljedica pošumljavanja.
Južne padine Plešivice poznata su vinogorja na kojima se uzgajaju mnoga kvalitetna vina. Pretpostavlja se da su vinovu lozu u ove krajave donijeli Tračani od kojih su Iliri i Kelti preuzeli kulturu uzgajanja vinove loze. Prijevoj Poljanice popularno je biciklističko odredište.